# جان تری (بازیگر)
جان تری (به انگلیسی: John Terry) (زاده ۲۵ ژانویه ۱۹۵۰) یک بازیگر سینما، تلویزیون و تئاتر آمریکایی است. او در مجموعه تلویزیونی لاست در نقش کریستین شپرد ظاهر شده‌است.
از دیگر فیلم‌های معروف او می‌توان به بازی در فیلم سرخ و سیاه، در کشور، پیمایشگر، شخص، نه مرده، هارت‌وود و غلاف تمام فلزی اشاره کرد.